# Neto Evangelista
José Arimatéa Lima Neto Evangelista, mais conhecido como Neto Evangelista (São Luís, 8 de junho de 1988) é um advogado, agropecuarista e político brasileiro. Atualmente é deputado estadual pelo Maranhão.

## Biografia
Neto Evangelista é filho do ex-deputado estadual e ex-presidente da Assembleia Legislativa do Maranhão, João Evangelista  e de Georgina Mousinho Lima dos Santos. Formado em Direito, Neto Evangelista foi servidor do Poder Judiciário, no qual serviu por três anos. 
Neto Evangelista iniciou sua trajetória como parlamentar maranhense em 2010 aos 22 anos, eleito com 46 mil votos. Empossado em 2011,  foi eleito 2º vice-presidente da Assembleia Legislativa do Maranhão para o biênio 2011/2013, chegando a ocupar a presidência interina da Assembleia Legislativa em 2012, sendo o mais novo presidente de Poder Legislativo das Américas, com 23 anos. 
Foi candidato a vice-prefeito de São Luís. 
Em 2015, reeleito deputado estadual do Maranhão, Neto Evangelista assumiu a gestão da Secretaria de Estado do Desenvolvimento Social à convite do governador Flávio Dino. Posteriormente foi escolhido para compor a diretoria do Fórum Nacional de Secretários da Assistência Social (Fonseas).
Em 2018 deixa a Secretaria de Estado do Desenvolvimento Social, e retorna ao cargo de Deputado Estadual para poder disputar a reeleição.
Neto Evangelista se desfilou-se do PSDB partido ao qual era filiado desde os 16 anos, e se filiou ao DEM, assumindo a secretaria geral do partido. 
Em 2020, com o apoio político de várias frentes e com o suporte técnico do seu partido, o Democratas, disputou à prefeitura de São Luís, obtendo mais de 83 mil votos.  

## Vida pessoal
É casado com Thayanne Ribeiro Evangelista e pai de Maria Fernanda, João Gabriel e Manuela.